# Цеме
Цеме (итал. Zeme) је насеље у Италији у округу Павија, региону Ломбардија.
Према процени из 2011. у насељу је живело 1023 становника. Насеље се налази на надморској висини од 106 м.

## Становништво
Према резултатима пописа становништва 2011. у општини је живело 1.082 становника.
| 1931. | 1936. | 1951. | 1961. | 1971. | 1981. | 1991. | 2001. | 2011. |
| ----- | ----- | ----- | ----- | ----- | ----- | ----- | ----- | ----- |
| 2.463 | 2.423 | 2.609 | 2.113 | 1.505 | 1.276 | 1.187 | 1.197 | 1.082 |